# Calao charbonnier
Anthracoceros malayanus
Espèce
Statut de conservation UICN

 VU  : Vulnérable
Statut CITES
Le Calao charbonnier (Anthracoceros malayanus) est une espèce d'oiseau de la famille des Bucerotidae. Son aire de répartition s'étend sur la Thaïlande, la Malaisie, Brunei et l'Indonésie. Il semble avoir disparu de Singapour.
C'est une espèce monotypique (non subdivisée en sous-espèces).